# Heerlijkheid Ophombeek
Ophombeek (ook bekend als Smalbrabant en Hombeek-Brabant) was een heerlijkheid gelegen in het dunbevolkte westen van de vlak bij Mechelen gelegen parochie Hombeek. Alhoewel Hombeek op parochiaal niveau één entiteit was, was het bestuurlijk verdeeld. Het oostelijke deel van Hombeek (Neerhombeek), waar de dorpskern ligt, behoorde steeds tot de Heerlijkheid Mechelen. Het westelijk gelegen deel (Ophombeek) behoorde daarentegen tot het Hertogdom Brabant, vandaar ook de benamingen Smalbrabant en Hombeek-Brabant. Doordat Hombeek-Mechelen lagergelegen was (aan de oevers van de Zenne) kwamen de namen Neerhombeek en Ophombeek tot stand. In 1796 voegden de Fransen beide heerlijkheden samen tot één enkele gemeente met naam Hombeek.
De belangrijkste bebouwingskern binnen het gebied staat vandaag bekend als het gehucht Pikkerie. Andere belangrijke bebouwde straten zijn de Gijsbeekstraat, Meistraat en Boomkensstraat.